# Dream High 2
Dream High 2 (드림하이 2?, Deurim ha-i 2LR) è una serie televisiva sudcoreana trasmessa su KBS2 dal 30 gennaio al 20 marzo 2012.

## Trama
Shin Hae-sung frequenta il terzo anno alla Kirin Art School, alla quale si è iscritta contro il volere del padre, e sogna di diventare una cantante famosa come il suo idolo JB. Fin dal suo ingresso a scuola, Hae-sung si presenta puntualmente alle audizioni della Oz Entertainment, ma viene ogni volta respinta perché non sa cantare. Jin Yoo-jin, invece, è un orfano senza fissa dimora che il preside della Kirin tiene sotto la sua ala protettrice. Talentuoso cantante, musicista e compositore, Yoo-jin vuole sfondare nel mondo della musica non come idol, ma come rocker. Quando un provvedimento legislativo impone alle agenzie di spettacolo non solo di non far esibire gli idol minorenni dopo le dieci di sera, ma anche di mandarli a scuola, la Oz Entertainment rileva la Kirin, che ormai vive sulle ceneri della gloria passata ed è sull'orlo della bancarotta da alcuni anni, e vi trasferisce i propri idol. Tra questi ci sono gli I:dn, formati da JB e Si-woo, e le HershE, un trio femminile composto da Rian, Nana e Ailee. Tra gli idol e gli studenti della Kirin si creano amori e rivalità, soprattutto quando la Oz Entertainment indice all'interno della scuola una serie di audizioni per trovare sei studenti da trasformare in super idol.

## Personaggi

### Personaggi principali
- Shin Hae-sung, interpretata da Kang So-ra.
È una ragazza mite, passiva e impacciata; il suo idolo è JB. Sua madre, che le regalava sempre un cubo di Rubik al compleanno, è morta tre anni prima, mentre ha un rapporto teso con il padre, un pastore molto devoto, a causa del suo sogno di diventare una cantante. È entrata alla Kirin più per i buoni voti nelle prove scritte che per l'abilità nel ballo e nel canto e, fin quando non lo scopre, pensa di essere portata per fare la cantante, l'unica professione che ha mai pensato d'intraprendere.
- Jang Woo-jae "JB", interpretato da JB.
È un popolare idol che fa parte del duo I:dn (o Eden) con Si-woo, anche se vorrebbe diventare un solista, e le sue canzoni sono dei plagi, che però vengono coperti ogni volta dall'agenzia. Sua madre è morta quando era piccolo, mentre suo padre è venuto a mancare tre anni prima e lui non ha potuto partecipare al suo funerale perché doveva debuttare. Lo stesso giorno ha lasciato Rian e ha incontrato Hae-sung, della quale non ha, però, visto il volto, che gli ha regalato un cubo di Rubik per consolarlo.
- Jin Yoo-jin, interpretato da Jeong Jin-woon.
È un ragazzo ribelle e testardo che ha raccontato a tutti di essere orfano: in realtà i suoi genitori sono ancora vivi, ma hanno divorziato quando Yoo-jin era piccolo per opinioni discordanti sulla carriera di attore del figlio, che interpretava Nuclear Man in una serie televisiva. Sentendosi responsabile, Yoo-jin tiene nascosto il suo passato e ha interrotto ogni contatto con i genitori. S'innamora di Hae-sung e diventa buon amico di Rian, che lo aiuta a fare pace con la madre. Sogna di diventare una rock star.
- Lee Ji-kyung "Rian", interpretata da Park Ji-yeon.
L'ex di JB, fa parte del popolare gruppo femminile HershE, della quale è il volto. Maleducata e scontrosa, Rian non esprime facilmente i suoi sentimenti e preferisce tenersi dentro tutto. Ha debuttato come ballerina e cantante vedendola come una via preferenziale per realizzare il suo vero sogno, quello di fare l'attrice; tuttavia, non solo viene disprezzata perché non dà il meglio di sé con le HershE, ma è anche considerata un'attrice incapace perché non riesce a comunicare le proprie emozioni. Il suo carattere cambia completamente quando si trova con sua madre, alla quale vuole molto bene.
- Kim Jae-hee "Nana", interpretata da Hyolyn.
È la leader del gruppo femminile HershE, dolce e spensierata. È molto amica di Si-woo e instaura un bel rapporto con Hong-joo, ritrovandosi in un triangolo amoroso con i due ragazzi, ma sembra ignara dei sentimenti di entrambi. Ha delle cisti alle corde vocali.
- Lee Si-woo, interpretato da Park Seo-joon.
Fa parte del gruppo I:dn con JB ed è un playboy. È molto amico di Nana, e lui e Hong-joo si ritrovano in competizione per il cuore di lei.

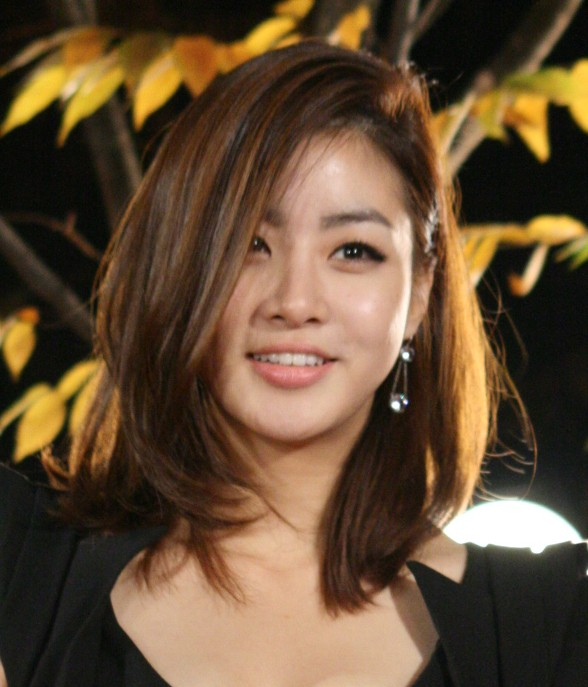
Kang So-ra interpreta Shin Hae-sung.
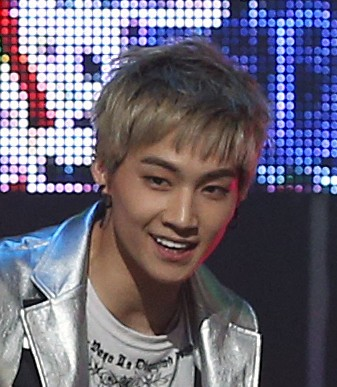
JB interpreta JB.
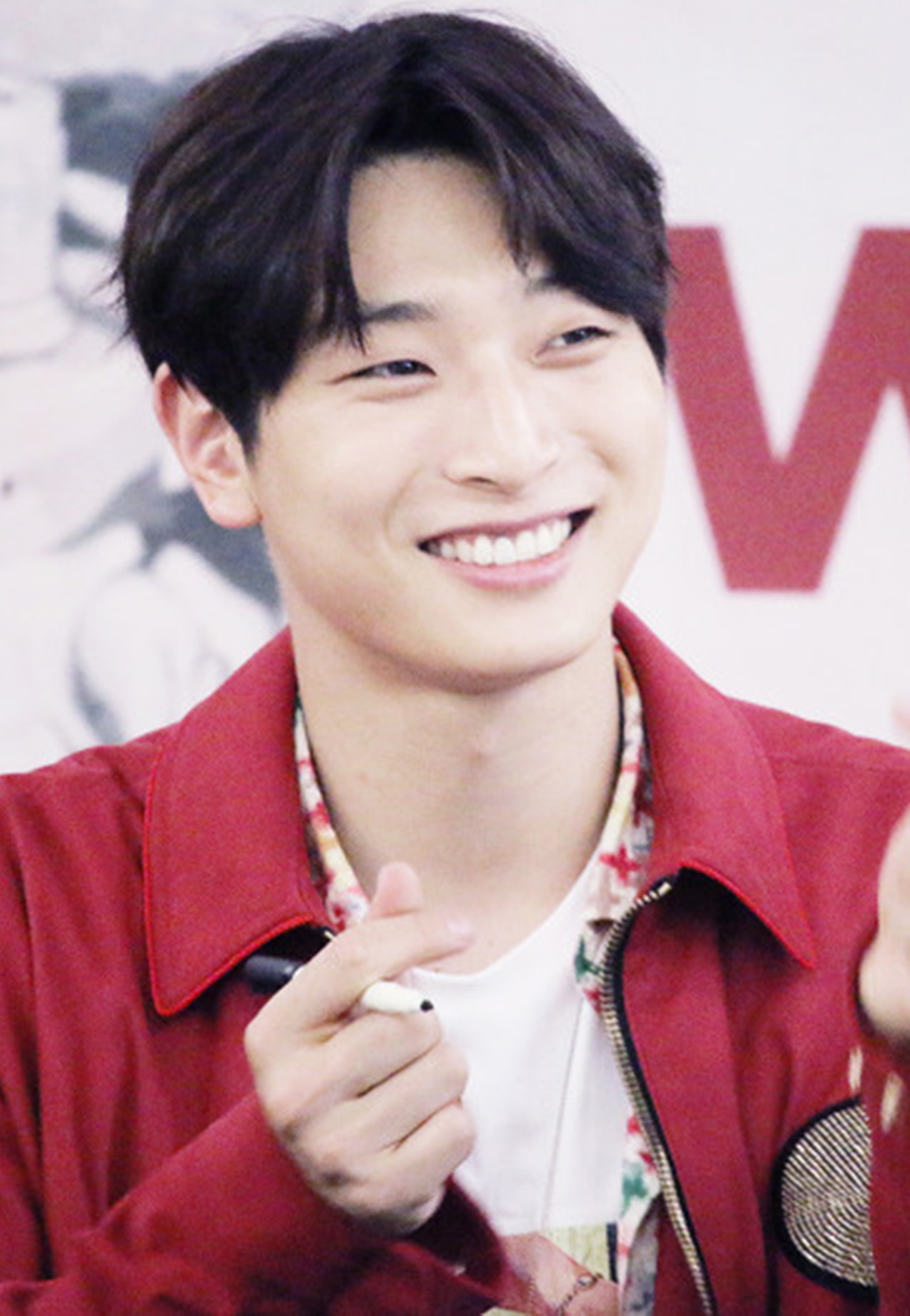
Jeong Jin-woon interpreta Jin Yoo-jin.
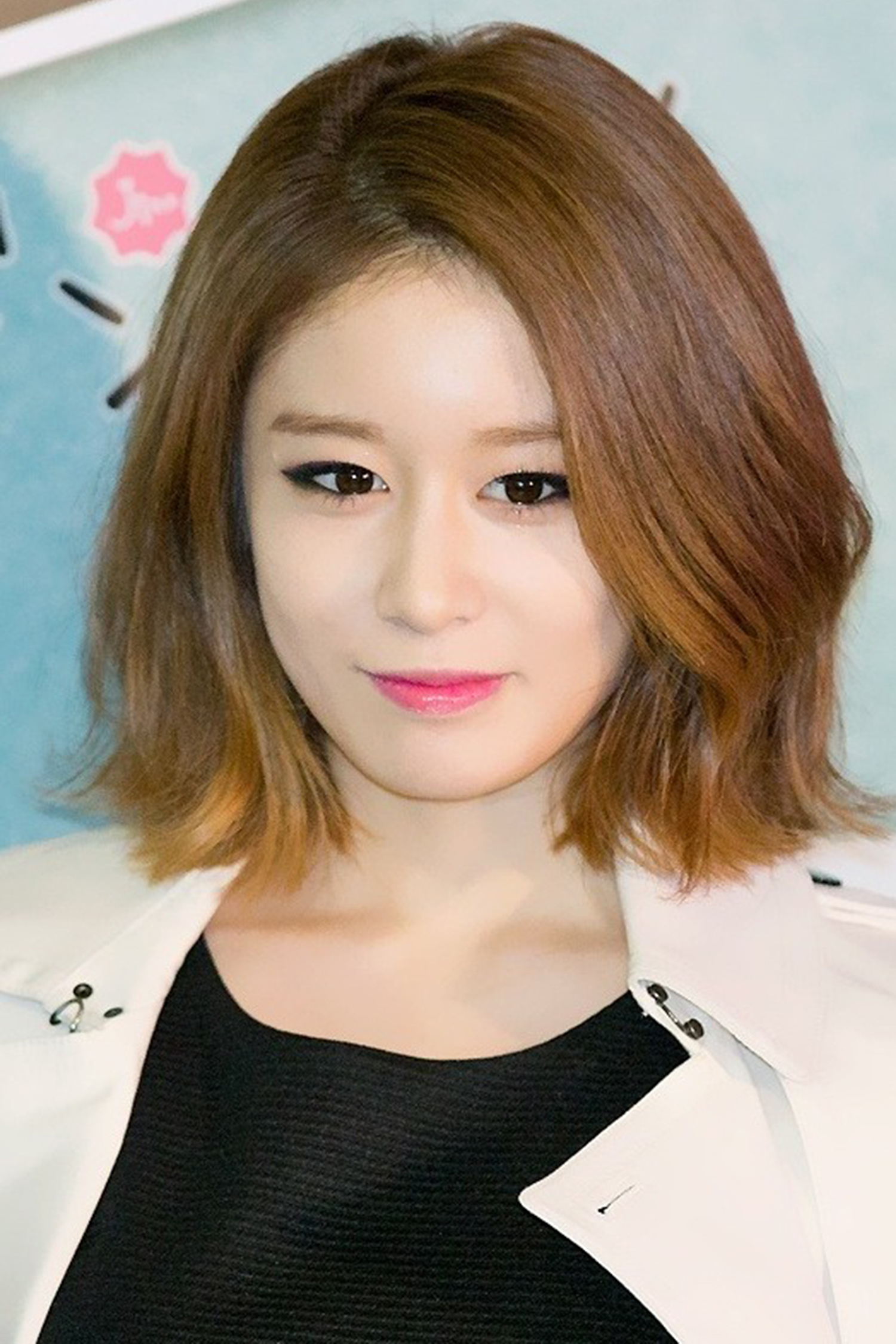
Park Ji-yeon interpreta Rian.
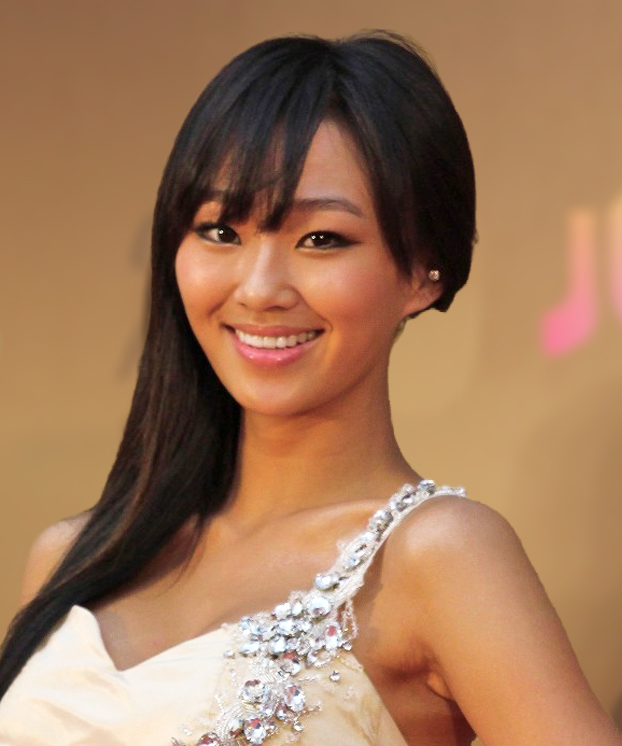
Hyolyn interpreta Nana.
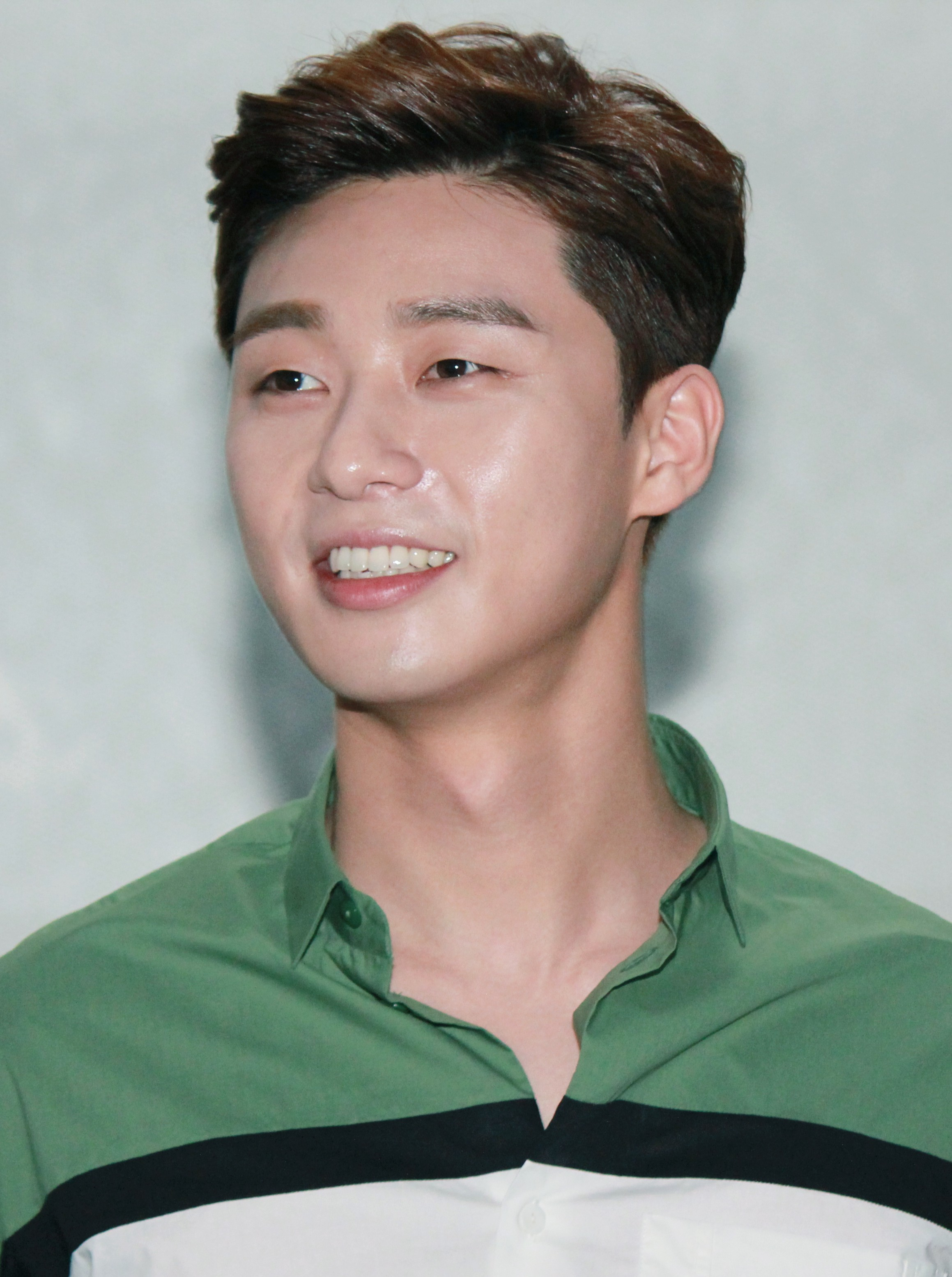
Park Seo-joon interpreta Si-woo.

### Personaggi ricorrenti
- Shin Jae-in, interpretato da Yoon Hee-seok.
È un importante produttore che collabora con la Oz Entertainment per trovare i sei super idol.
- Madre di Rian, interpretata da Hwang Mi-sun.
Insiste che la figlia, l'unica a lavorare in famiglia, lasci la Oz Entertainment e firmi con un'altra agenzia.
- Padre di Hae-sung, interpretato da Jung Kyu-soo.
È un pastore molto devoto.
- Shin Hae-pung, interpretata da No Jung-ui e Jo Jung-eun (da adolescente).
La sorella minore di Hae-sung.
- Madre di Yoo-jin, interpretata da Kim Seon-nyeo.

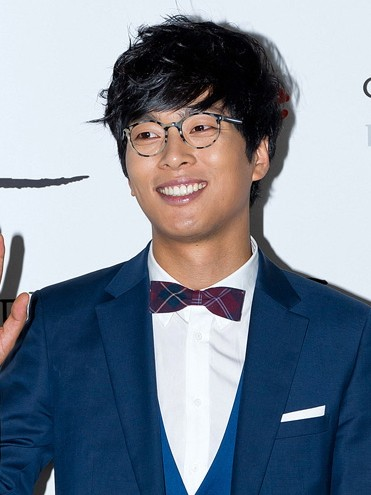
Yoon Hee-seok interpreta Shin Jae-in.

#### Professori della Kirin
- Yang Jin-man, interpretato da Park Jin-young.
- Joo Jung-wan, interpretato da Kwon Hae-hyo.
È il preside della Kirin e colui che ha portato la scuola sull'orlo del fallimento. Tiene molto a Jin Yoo-jin e ha un secondo lavoro in una polleria di sua proprietà. Un tempo era il leader di una rock band della quale faceva parte anche Lee Kang-chul.
- Lee Kang-chul, interpretato da Kim Jung-tae.
È il presidente della Oz Entertainment che rileva la Kirin e vecchio amico di Joo Jung-wan. Ha una figlia, Seul, e sua moglie, dalla quale ha divorziato, vive in Australia. È sempre molto occupato con il suo lavoro e ha poco tempo da dedicare alla famiglia.
- Ahn Tae-yeon, interpretata da Choi Yeo-jin.
È una donna eccentrica che insegna canto alla Kirin, pur essendo stonata. È innamorata di Bruce ed è la responsabile dei dormitori femminili della Kirin.
- Hyun Ji-soo, interpretata da Kahi.
Sempre al fianco del presidente Lee, è la manager degli artisti della Oz Entertainment e diventa insegnante di danza alla Kirin. All'inizio è molto fredda e severa, ma poi s'ammorbidisce. Un tempo faceva parte di un gruppo femminile.

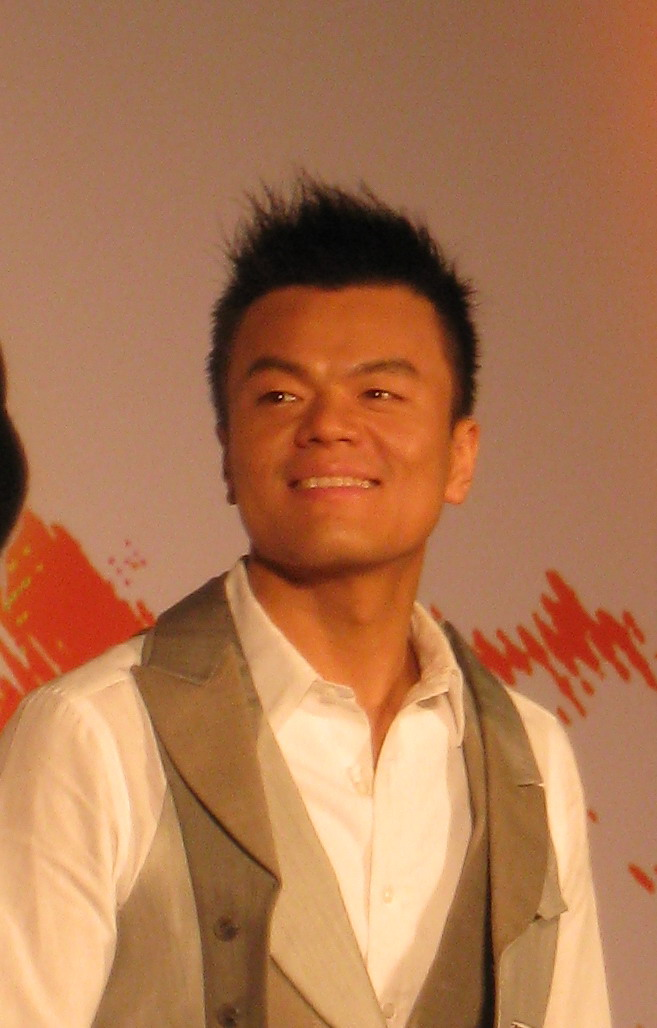
Park Jin-young interpreta Bruce Yang.
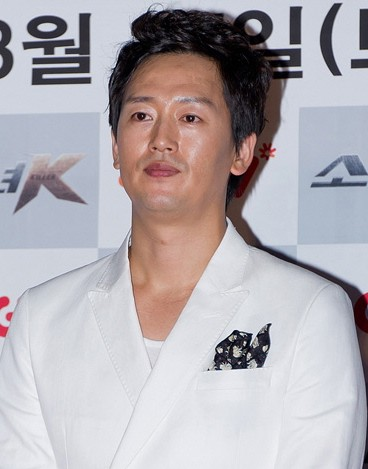
Kim Jung-tae interpreta Lee Kang-chul.
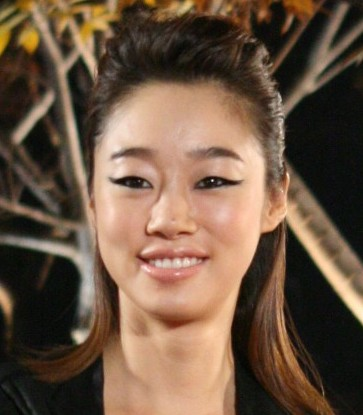
Choi Yeo-jin interpreta Ahn Tae-yeon.
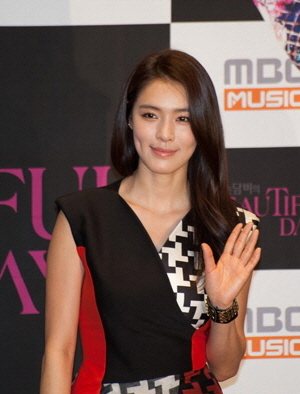
Kahi interpreta Hyun Ji-soo.

#### Studenti della Kirin
- Ailee, interpretata da Ailee.
Fa parte del gruppo femminile HershE.
- Jung Ui-bong, interpretato da Jr..
Amico di Yoo-jin, è bravo nella danza e fa il ballerino di seconda fila per gli I:dn.
- Park Soon-dong, interpretata da Yoo So-young.
È la migliore amica di Hae-sung, una ragazza vanitosa che vuole diventare una sciamana ed è molto superstiziosa.
- Park Hong-joo, interpretato da Kim Ji-soo.
Un ragazzo tranquillo e gentile, suona la chitarra ed è innamorato di Nana.
- Lee Seul, interpretato da Jung Yeon-joo.
È la figlia ribelle e attaccabrighe del presidente Lee. Dopo essere stata espulsa da una scuola per aver picchiato le sue compagne, inizia a frequentare la Kirin e s'innamora di Ui-bong.

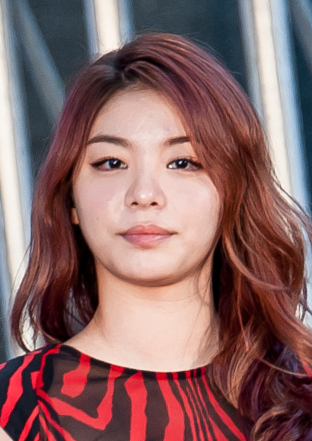
Ailee interpreta Ailee.
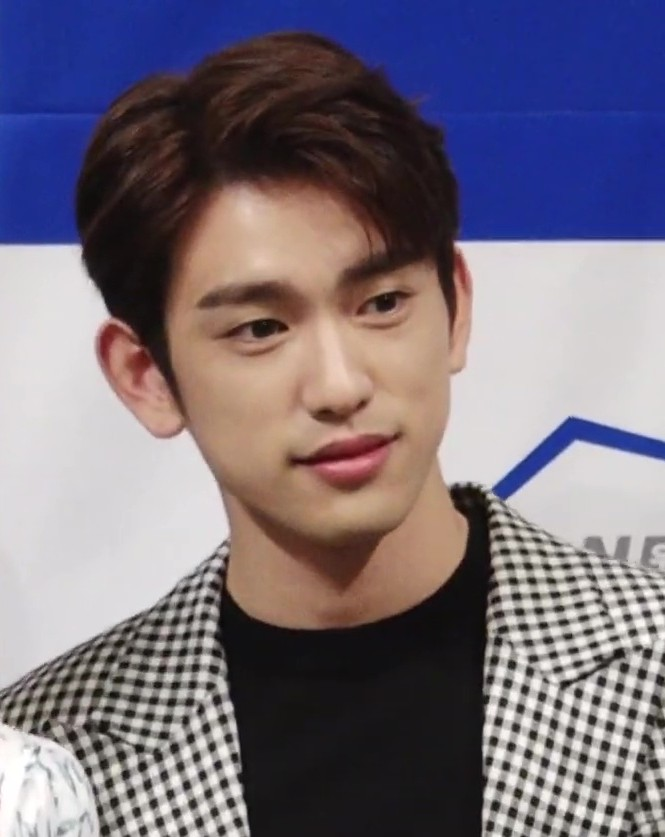
Jr. interpreta Jung Hee-bong.
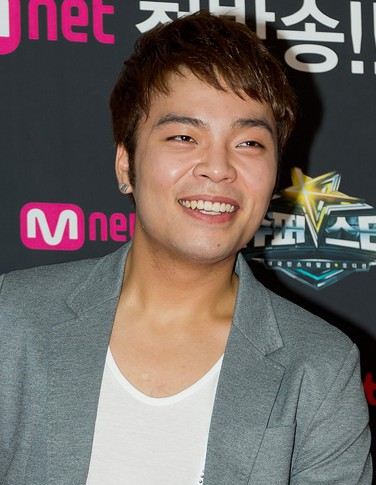
Kim Ji-soo interpreta Park Hong-joo.

## Accoglienza
| Episodio | Dati TNMS           | Dati TNMS                  | Dati AGB            | Dati AGB                   |
| Episodio | A livello nazionale | Area metropolitana di Seul | A livello nazionale | Area metropolitana di Seul |
| -------- | ------------------- | -------------------------- | ------------------- | -------------------------- |
| 1        | 9,2%                | 9,8%                       | 10,5%               | 11,6%                      |
| 2        | 8,9%                | 10,1%                      | 9,8%                | 11%                        |
| 3        | 8,2%                | 9,8%                       | 7,2%                | 8,6%                       |
| 4        | 9,8%                | 11,7%                      | 8,2%                | 9,9%                       |
| 5        | 7,6%                | 8,9%                       | 7,7%                | 9,1%                       |
| 6        | 7,9%                | 9,0%                       | 7,9%                | 9,5%                       |
| 7        | 6,9%                | 9,9%                       | 8,1%                | 9,7%                       |
| 8        | 7,8%                | 8,3%                       | 7,9%                | 9,2%                       |
| 9        | 7,7%                | 8,7%                       | 7,3%                | 8,9%                       |
| 10       | 7,8%                | 9,7%                       | 7,9%                | 9,1%                       |
| 11       | 6,3%                | 7,1%                       | 6,4%                | 7,1%                       |
| 12       | 7,1%                | 8,5%                       | 6,4%                | 7,6%                       |
| 13       | 5,2%                | 6,5%                       | 6,2%                | 7,8%                       |
| 14       | 9,7%                | 8,5%                       | 7,8%                | 7,5%                       |
| 15       | 5,7%                | 6,8%                       | 5,7%                | 6,8%                       |
| 16       | 9,4%                | 9,7%                       | 7,6%                | 8,5%                       |
| Media    | 7,83%               | 8,94%                      | 7,66%               | 8,87%                      |

## Colonna sonora
L'album, prodotto da Park Jin-young, è stato pubblicato dalla LOEN Entertainment il 26 marzo 2012.
1. Falling – Park Jin-young
2. You are My Star – Suzy
3. Hello to Myself – Yenny
4. Superstar – Hyolyn, Ailee e Park Ji-yeon
5. Sick of Hope (아픈 희망) – Lee Ki-chan
6. We are the B (B급 인생) – Jeong Jin-woon, Kang So-ra, Jr. e Kim Ji-soo
7. Together – JB e Park Ji-yeon
8. Day After Day (하루하루) – Park Ji-yeon
9. Sunflower – Park Seo-joon e Kim Ji-soo
10. New Dreaming – JB e Park Seo-joon